# Vitnäbbad glansstare
Vitnäbbad glansstare (Onychognathus albirostris) är en fågel i familjen starar inom ordningen tättingar.

## Utseende och läte
Vitnäbbad glansstare är en mörk stare med elfenbensvit näbb, mörkrött öga och stora röda vingpaneler. Hanen har mörkt huvud, honan grått. Stjärten är relativt kort och tvärt avskuren. Den liknar andra arter i släktet, men skiljs lätt på den vita näbben och kortare stjärten. Lätena består av dämpade och pratiga visslingar.

## Utbredning och systematik
Fågeln förekommer i bergstrakter i Eritrea och Etiopien. Den behandlas som monotypisk, det vill säga att den inte delas in i några underarter.

## Levnadssätt
Vitnäbbad glansstare hittas i klippiga bergsmiljöer, även i skogslandskap, torra skogar och buskmarker. Den ses ofta i flockar med upp till ett dussintal individer.

## Status
Arten har ett stort utbredningsområde och beståndet anses vara stabilt. Internationella naturvårdsunionen IUCN listar den därför som livskraftig (LC).